# Llista de sobirans de Ceilan
La monarquia singalesa va ser establerta el 543 aC pel príncep Vijaya fundant el Regne de Tambapanni i va acabar amb Sri Vikrama Rajasinha de Kandy el 1815. Això és una llista de tots els qui han regnat, dins de cadascun dels successius regnes singalesos. La llista està basada en la llista tradicional de monarques singalesos com està enregistrat en les cròniques de l'illa com la Dipavamsa, Mahavamsa, Culavamsa i el Rajaveliya. Aquesta llista no és una llista de monarques ètnicament singalesis, ja que hi ha sobirans singalesos i estrangers que han governat a l'illa de Ceilan cronològicament i en successió a la monarquia singalesa.

### Nota sobre cronologia
Hagi de ser conservar en la ment que hi ha controvèrsia sobre la data de inici de l'era budista, el 543 aC i el 483 aC s'avancen com la data del parinibbana del Buddha. Com Wilhelm Geiger assenyala, el Dipawamsa i Mahawansa són les fonts primàries per la cronologia asiàtica del sud antiga; daten la consagració (abhisheka) d'Asoka 218 anys després del parinibbana. Chandragupta Maurya va ascendir el tron 56 anys abans d'això, o 162 anys després del parinibbana. La data aproximada de la pujada al tron de Chandragupta és dins de dos anys del 321 aC (de Megastenes). Per això la data aproximada del parinibbana seria entre 485 i 481 aC—que està d'acord amb la datació del Mahayana del 483 aC.
Segons Geiger, la diferència entre les dues datacions sembla derivar d'alguna cosa entre els regnats de Udaya III (946–954 o 1007–1015) i Pârakkama Pandya (vers 1046–1048), quan hi havia un malestar considerable en el país. Tanmateix es fa esment d'una ambaixada enviada a la Xina per Cha-cha Mo-ho-nan el 428, en que el nom podria correspondre a 'Raja (Rei) Mahanama', qui (per la cronologia tradicional) va regnar sobre aquest temps.
A més, el monjo viatger Xuanzang, qui va intentar visitar Sri Lanka aproximadament el 642, va ser informat per monjos de l'illa (possiblement a Kanchipuram) que hi hi havia problemes en el regne, així que va desistir; això estaria d'acord amb el període de lluita pel tron entre Aggabodhi III Sirisanghabo, Jettha Tissa III i Dathopa Tissa jo Hatthadpath entre 632–643.
Recent recerca indològica ha indicat que el Parinibbana de Buda podria ser fins i tot més tard que anteriorment es suposava. Una majoria dels erudits en un simposi celebrat el 1988 a Göttingen pel que fa al problema, es va inclinar cap a una data de 440–360 aC. Tanmateix, els seus càlculs van ser basats en la cronologia del budisme tibetà, preferit per damunt del Dipavamsa/Mahavamasa; la cronologia modificada, per funcionar, necessita identificar el governant indi Kalasoka, fill de Susunaga, amb l'Emperador Asoka, fill de Bindusara. Cal notar que les cròniques es basen en treballs més antics i que el cànon budista Theravada es va començar a escriure a Sri Lanka. La cronologia de la llista següent és basa en el tradicional sistema Therevada singalès el qual és basat sobre el 543 aC—60 anys abans que el calendari Mahayana. Les dates després de vers 1048 són sincròniques.

## Regne de Tambapanni (543–505 aC)

### Casa de Vijaya (543–505 aC)
| Nom                     | Retrat | Naixement                                     | Matrimonis        | Mort              | Reclamació                               |
| ----------------------- | ------ | --------------------------------------------- | ----------------- | ----------------- | ---------------------------------------- |
| Vidjaya 543 aC – 505 aC |        | ? Sinhapura, fill de Sinhabahu, i Sinhasivali | Kuveni, dos fills | 505 aC Tambapanni | Fundació del regne; matrimoni amb Kuveni |

## Regne d'Upatissa Nuwara (505–367 aC)

### Casa de Vijaya (505–377 aC)
| Retrat | Nom                                        | Naixement | Mort   | Rei de | Fins   | Relació amb el(s) predecessor(s)                    |
| ------ | ------------------------------------------ | --------- | ------ | ------ | ------ | --------------------------------------------------- |
|        | Upatissa (Regent) (interregne d'un any)    | -         | -      | 505 aC | 504 aC | Ministre principal sota Vidjaya                     |
|        | Panduvasadeva                              | -         | -      | 504 aC | 474 aC | Nebot de Vijaya                                     |
|        | Abhaya                                     | -         | -      | 474 aC | 454 aC | Fill de Panduvasdeva                                |
|        | Tissa (Regent) (interregne de disset anys) | -         | -      | 454 aC | 437 aC | Segon fill de Panduvasudeva i germà petit de Abhaya |
|        | Pandukabhaya                               | 474 aC    | 367 aC | 437 aC | 377 aC | Net de Panduvasudeva, nebot de Abhaya i Tissa       |

## Regne de Anuradhapura (377 aC – 1017 dC)

### Casa de Vijaya (377–237 aC)
| Retrat | Nom               | Naixement | Mort   | Rei de | Fins   | Relació amb el(s) predecessor(s)              |
| ------ | ----------------- | --------- | ------ | ------ | ------ | --------------------------------------------- |
|        | Pandukabhaya      | 474 aC    | 367 aC | 377 aC | 367 aC | Net de Panduvasudeva, nebot de Abhaya i Tissa |
|        | Mutasiva          | -         | -      | 367 aC | 307 aC | Fill de Pandukabhaya                          |
|        | Devanampiya Tissa | -         | 267 aC | 307 aC | 267 aC | Fill de Mutasiva                              |
|        | Uttiya            | -         | -      | 267 aC | 257 aC | Fill de Mutasiva                              |
|        | Mahasiva          | -         | -      | 257 aC | 247 aC | Fill de Mutasiva                              |
|        | Suratissa         | -         | 237 aC | 247 aC | 237 aC | Fill de Mutasiva o de Pandukabhaya            |

### Sena i Guttika (237–215 aC)
| Nom                            | Retrat | Naixement | Matrimonis | Mort | Reclamació                |
| ------------------------------ | ------ | --------- | ---------- | ---- | ------------------------- |
| Sena i Guttika 237 aC – 215 aC |        | -         | -          | -    | Van assassinar Suratissa. |

### Casa de Vijaya (215–205 aC)
| Nom                  | Retrat | Naixement | Matrimonis | Mort                | Reclamació       |
| -------------------- | ------ | --------- | ---------- | ------------------- | ---------------- |
| Asela 215 aC –205 aC |        | ?         | -          | 205 aC Anuradhapura | Fill de Mutasiva |

### Elara (205–161 aC)
| Retrat | Nom                   | Naixement          | Matrimonis | Mort                | Reclamació                     |
| ------ | --------------------- | ------------------ | ---------- | ------------------- | ------------------------------ |
|        | Elara 205 aC – 161 aC | 235 aC Imperi Cola | -          | 161 aC Anuradhapura | Va derrotar a Asela en batalla |

### Casa de Vijaya (161–103 aC)
| Retrat | Nom                                                           | Naixement | Mort | Rei de | Fins   | Relació amb el(s) predecessor(s)                                                   |
| ------ | ------------------------------------------------------------- | --------- | ---- | ------ | ------ | ---------------------------------------------------------------------------------- |
|        | Dutthagamani Abhaya el Gran (àlies Dutta Gamani o Dutugemunu) | -         | -    | 161 aC | 137 aC | Va derrotar a Elara; fill gran de Kavan Tissa; al principi fou governant de Ruhuna |
|        | Sadda Tissa                                                   | -         | -    | 137 aC | 119 aC | Germà de Dutugemunu                                                                |
|        | Thullathanaka o Thulatthana (Tulna)                           | -         | -    | 119 aC | 119 aC | Segon fill de Sadda Tissa                                                          |
|        | Lajjatissa                                                    | -         | -    | 119 aC | 109 aC | Germà gran de Thullathanaka, fill gran de Sadda Tissa                              |
|        | Khallata Naga (Kalunna)                                       | -         | -    | 109 aC | 104 aC | Germà de Lanja Tissa, tercer fill de Saddha Tissa                                  |
|        | Vattagamani Abhaya (Walagambahu I o Valagamba)                | -         | -    | 104 aC | 103 aC | Quart fill de Saddha Tissa                                                         |

### El Cinc Dràvides (103–89 aC)
| Retrat | Nom         | Naixement | Mort | Rei de | Fins   | Relació amb el(s) predecessor(s) |
| ------ | ----------- | --------- | ---- | ------ | ------ | -------------------------------- |
|        | Pulahatta   | -         | -    | 103 aC | 100 aC | *Cap tàmil                       |
|        | Bahiya      | -         | -    | 100 aC | 98 aC  | Ministre principal de Pulahatha  |
|        | Panya Mara  | -         | -    | 98 aC  | 91 aC  | Primer ministre de Bahiya        |
|        | Pilaya Mara | -         | -    | 91 aC  | 90 aC  | Ministre principal de Panayamara |
|        | Dathika     | -         | -    | 90 aC  | 88 aC  | Ministre principal de Pilayamara |

### Casa de Vijaya (89 aC – 66 dC)
| Retrat | Nom                                              | Naixement | Mort | Rei de | Fins  | Relació amb el(s) predecessor(s)                            |
| ------ | ------------------------------------------------ | --------- | ---- | ------ | ----- | ----------------------------------------------------------- |
|        | Vattagamani Abhaya (Walagambahu I) (Valagamba)   | -         | -    | 89 aC  | 76 aC | Quart fill de Saddha Tissa                                  |
|        | Mahakuli Mahatissa (Maha Cula Maha Tissa)        | -         | -    | 76 aC  | 62 aC | Fill de Khallatanaga, nebot i fill adoptat de Walagambahu I |
|        | Chora Naga (Mahanaga)                            | -         | -    | 62 aC  | 50 aC | Fill de Walagambahu I, cosí de Mahakuli Mahatissa           |
|        | Kudatissa                                        | -         | -    | 50 aC  | 47 aC | Fill de Mahakuli Mahatissa                                  |
|        | Siva I i Anula                                   | -         | -    | 47 aC  | 46 aC |                                                             |
|        | Vatuka                                           | -         | -    | 46 aC  | 45 aC |                                                             |
|        | Darubhatika Tissa                                | -         | -    | 45 aC  | 45 aC |                                                             |
|        | Niliya                                           | -         | -    | 47 aC  | 47 aC |                                                             |
|        | Anula                                            | -         | -    | 47 aC  | 42 aC | Vídua de Chora Naga i Kuda Tissa                            |
|        | Kutakanna Tissa                                  | -         | -    | 42 aC  | 20 aC | Germà de Kuda Tissa, segon fill de Mahakuli Mahatissa       |
|        | Bathikabeya o Bhatikabhaya Abhaya                | -         | -    | 20 aC  | 9 dC  | Fill de Kuttakanna Tissa                                    |
|        | Mahadithaka Mahanaga (Dathika)                   | -         | -    | 9      | 21    | Germà de Bhatika Abhaya                                     |
|        | Amandagamani Abhaya (Addagamunu o Amanda Gamunu) | -         | -    | 21     | 30    | Fill de Mahadathika Mahanaga                                |
|        | Kanirajanu Tissa                                 | -         | -    | 30     | 33    | Germà d'Amandagamani Abhaya                                 |
|        | Culabhaya                                        | -         | -    | 33     | 35    | Fill d'Amandagamani Abhaya                                  |
|        | Sivali                                           | -         | -    | 35     | 35    | Germana de Chulabhaya                                       |
|        | Interregne                                       | -         | -    | 35     | 38    |                                                             |
|        | Ilanaga o Ila Naga (Elunna o Elluna)             | -         | -    | 38     | 44    | Nebot de la reina Sivali                                    |
|        | Candamukha                                       | -         | -    | 44     | 52    | Fill de Ilanaga                                             |
|        | Yassalalaka                                      | -         | -    | 52     | 60    | Germà petit de Candhamuka Siva                              |
|        | Subha o Subharaja                                | -         | -    | 60     | 66    | Ajuda de cambra del rei Yasalaka Tissa                      |

### Casa de Lambakanna I (66–436)
| Retrat | Nom                                          | Naixement | Mort | Rei De | Fins | Relació amb el(s) predecessor(s)                                         |
| ------ | -------------------------------------------- | --------- | ---- | ------ | ---- | ------------------------------------------------------------------------ |
|        | Vasabha                                      | -         | -    | 66     | 110  | Membre del clan Lambakanna                                               |
|        | Vankanasika Tissa                            | -         | -    | 110    | 113  | Fill de Vasabha                                                          |
|        | Gajabahu I                                   | -         | -    | 113    | 135  | Fill de Vankanasika Tissa                                                |
|        | Mahallaka Naga                               | -         | -    | 135    | 141  | Sogre de Gajabahu I                                                      |
|        | Bhatika Tissa                                | -         | -    | 141    | 165  | Fill de Mahallaka Naga                                                   |
|        | Kanittha Tissa                               | -         | -    | 165    | 193  | Germà petit de Bhatika Tissa                                             |
|        | Cula Naga (Khujjanaga)                       | -         | -    | 193    | 195  | Fill de Kanitta Tissa                                                    |
|        | Kudanaga o Kuda Naga (Kunchanaga)            | -         | -    | 195    | 196  | Germà de Cula Naga                                                       |
|        | Sirinaga I                                   | -         | -    | 196    | 215  | Cunyat de Kuda Naga                                                      |
|        | Voharika Tissa (Vira Tissa o Voharikathissa) | -         | -    | 215    | 237  | Fill de Sirinaga I                                                       |
|        | Abhaya Naga                                  | -         | -    | 237    | 245  | Germà de Voharaka Tissa                                                  |
|        | Sirinaga II                                  | -         | -    | 245    | 247  | Fill de Voharaka Tissa                                                   |
|        | Vijaya II o Vijaya Kumara                    | -         | -    | 247    | 248  | Fill de Sirinaga II                                                      |
|        | Sangha Tissa I                               | -         | -    | 248    | 252  | Un Lambakanna, cap de l'exèrcit                                          |
|        | Siri Sanghabodhi (Siri Sangabo)              | -         | -    | 252    | 254  | Un Lambakanna, cap de l'exèrcit                                          |
|        | Gothabhaya                                   | -         | -    | 254    | 267  | Ministre d'Estat i un Lambakanna                                         |
|        | Jettha Tissa I (Detuthis I)                  | -         | -    | 267    | 277  | Fill gran de Gothabhaya                                                  |
|        | Mahasena                                     | -         | -    | 277    | 304  | Germà de Jettha Tissa, fill petit de Gothabhaya                          |
|        | Sirimeghavanna                               | -         | -    | 304    | 332  | Fill de Mahasena                                                         |
|        | Jettha Tissa II                              | -         | -    | 332    | 341  | Germà de Sirimeghavanna                                                  |
|        | Budadasa                                     | -         | -    | 341    | 370  | Fill de Jettha Tissa II                                                  |
|        | Upatissa I                                   | -         | -    | 370    | 412  | *Fill gran de Buddhadasa                                                 |
|        | Mahanama                                     | -         | -    | 412    | 434  | Germà de Upatissa I                                                      |
|        | Soththisena                                  | -         | -    | 434    | 434  | Fill de Mahanama nascut de mare tàmil                                    |
|        | Jantu (Chattagahaka)                         | -         | -    | 434    | 435  | Marit de Sangha que era la filla de Mahanama de la seva esposa singalesa |
|        | Mittasena                                    | -         | -    | 435    | 436  | Un destacat saquejador                                                   |

### El Sis Dravídics (436–463)
| Retrat | Nom            | Naixement | Mort | Rei de | Fins | Relació amb el(s) predecessor(s) |
| ------ | -------------- | --------- | ---- | ------ | ---- | -------------------------------- |
|        | Pandu          | -         | -    | 436    | 441  | Invasor Pandya                   |
|        | Parindu        | -         | -    | 441    | 441  | Fill de Pandu                    |
|        | Khudda Parinda | -         | -    | 441    | 457  | Germà petit de Pandu             |
|        | Tiritara       | -         | -    | 457    | 457  | Quart governant tàmil            |
|        | Dathiya        | -         | -    | 457    | 461  | Cinquè governant tàmil           |
|        | Pithiya        | -         | -    | 461    | 462  | Sisè governant tàmil             |

### Casa de Moriya (463–691)
| Retrat | Nom                                                  | Naixement | Mort | Rei de | Fins | Relació amb el(s) predecessor(s)                                                                                       |
| ------ | ---------------------------------------------------- | --------- | ---- | ------ | ---- | --- |
|        | Dathusena                                            | -         | -    | 462    | 479  | Fill de Sangha, la filla de Mahanama, va alliberar Anuradhapura de 27 anys de domini de Pandyan                        |
|        | Kassapa I (Kashyapa) (l'Usurpador) (a Sigiriya)      | -         | -    | 479    | 497  | Fill del rei Dhatusena d'una esposa Pallava                                                                            |
|        | Moggallana I                                         | -         | -    | 497    | 515  | Fill de Dhatusena, germà de Kasyapa                                                                                    |
|        | Kumara Dathusena                                     | -         | -    | 515    | 524  | Fill de Mogallana |
|        | Kirti Sena                                           | -         | -    | 524    | 524  | Fill de Kumara Dhatusena                                                                                               |
|        | Siva II                                              | -         | -    | 524    | 525  | Oncle de Kirti Sena |
|        | Upatissa II                                          | -         | -    | 525    | 526  | Gendre de Kumara Dhatusena                                                                                             |
|        | Silakala Ambosamanera                                | -         | -    | 526    | 539  | Un príncep d'arrel Lambakanna                                                                                          |
|        | Dathapabhuti                                         | -         | -    | 539    | 540  | Segon fill de Silakala                                                                                                 |
|        | Moggallana II                                        | -         | -    | 540    | 560  | Germà gran de Dathapatissa                                                                                             |
|        | Kirti Sirimegha o Kittisiri Meghavanna               | -         | -    | 560    | 561  | Fill de Mogallana II                                                                                                   |
|        | Maha Naga                                            | -         | -    | 561    | 564  | Ministre de Guerra sota el rei Dathapabhuti                                                                            |
|        | Aggabodhi I                                          | -         | -    | 564    | 598  | cosí matern i sub-rei de Mahanaga                                                                                      |
|        | Aggabodhi II                                         | -         | -    | 598    | 608  | Nebot i gendre de Aggabodhi I                                                                                          |
|        | Sangha Tissa II                                      | -         | -    | 608    | 608  | Germà i porta-espases de Aggabodhi II                                                                                  |
|        | Moggallana III                                       | -         | -    | 608    | 614  | Comandant en cap durant el regnat d'Aggabodhi II                                                                       |
|        | Silameghavama                                        | -         | -    | 614    | 623  | Porta espases i cunyat de Moggallana I                                                                                 |
|        | Aggabodhi III                                        | -         | -    | 623    | 623  | Fill de Silimeghavanna                                                                                                 |
|        | Jettha Tissa III                                     | -         | -    | 623    | 624  | Fill de Sangha Tissa                                                                                                   |
|        | Aggabodhi III (restaurat)                            | -         | -    | 624    | 640  | Fill de Silimeghavama                                                                                                  |
|        | Dathopa Tissa I (Hattha Datha o Hatthadatha)         | -         | -    | 640    | 652  | General de Jettha Tissa (Dathasiva)                                                                                    |
|        | Aggabodhi III (restaurat altre cop)                  | -         | -    | 652    | 652  | Fill de Silimeghavanna                                                                                                 |
|        | Kassapa II                                           | -         | -    | 652    | 661  | Germà d'Aggabodhi III, sub-rei sota Dathopa Tissa                                                                      |
|        | Dappula I                                            | -         | -    | 661    | 664  | Gendre de Silimeghavanna                                                                                               |
|        | Dathopa Tissa II                                     | -         | 673  | 664    | 673  | Nebot de Dathopa Tissa I (Hattha Datha)                                                                                |
|        | Aggabodhi IV                                         | -         | -    | 673    | 689  | Germà petit de Dathopa Tissa                                                                                           |
|        | Datta (Unhanagara Hatthadatha)                       | -         | -    | 689    | 691  | Un príncep de sang reial que va ser col·locat en el tron per un ric oficial tàmil de nom Pottha-kuttha, rei a l'ombra. |
|        | Unhanagara Hattha Datha (Hattha Datha II o Datta II) | -         | -    | 691    | 691  | Un príncep de sang reial que va ser col·locat en el tron pe un ric oficial tàmil de nom Pottha-kuttha, rei a l'ombra.  |

### Casa de Lambakanna II (691–1017)
| Retrat | Nom                                                             | Naixement | Mort | Rei de | Fins | Relació amb el(s) predecessor(s)                        |
| ------ | --------------------------------------------------------------- | --------- | ---- | ------ | ---- | ------------------------------------------------------- |
|        | Manavamma (Mahalepa)                                            | -         | -    | 691    | 726  | Fill de Kassapa II, descendent de Silameghavama         |
|        | Aggabodhi V                                                     | -         | -    | 726    | 732  | Fill de Manavamma                                       |
|        | Kassapa III                                                     | -         | -    | 732    | 738  | Germà d'Aggabodhi V                                     |
|        | Mahinda I                                                       | -         | -    | 738    | 741  | Germà petit de Kassapa III                              |
|        | Aggabodhi VI                                                    | -         | -    | 741    | 781  | Fill de Kassapa III                                     |
|        | Aggabodhi VII (a Polonnaruwa)                                   | -         | -    | 781    | 787  | Fill de Mahinda                                         |
|        | Mahinda II (Silamegha)                                          | -         | -    | 787    | 807  | Fill d'Aggabodhi VI                                     |
|        | Dappula II (a Polonnaruwa)                                      | -         | -    | 807    | 812  | Fill i sub-rei de Mahinda II                            |
|        | Mahinda III                                                     | -         | -    | 812    | 816  | Fill de Dappula II                                      |
|        | Aggabodhi VIII                                                  | -         | -    | 816    | 827  | Germà de Mahinda III                                    |
|        | Dappula III                                                     | -         | -    | 827    | 843  | Germà petit d'Aggabodhi VIII                            |
|        | Aggabodhi IX                                                    | -         | -    | 843    | 846  | Fill de Dappula III                                     |
|        | Sena I                                                          | -         | -    | 846    | 866  | Germà petit d'Aggabodhi IX                              |
|        | Sena II                                                         | -         | -    | 866    | 901  | Nebot de Sena I, fill de Kassapa                        |
|        | Udaya I                                                         | -         | -    | 901    | 912  | Germà i sub-rei de Sena II                              |
|        | Kassapa IV                                                      | -         | -    | 912    | 929  | Possible fill de Sena II, sub-rei del seu oncle Udaya I |
|        | Kassapa V                                                       | -         | -    | 929    | 939  | Fill de Kassapa IV                                      |
|        | Dappula IV                                                      | -         | -    | 939    | 940  | Fill de Kassapa V                                       |
|        | Dappula V                                                       | -         | -    | 940    | 952  | Germà de Dappula IV                                     |
|        | Udaya II                                                        | -         | -    | 952    | 955  | Nebot de Sena II, sub-rei de Dappula V                  |
|        | Sena III                                                        | -         | -    | 955    | 964  | Germà de Udaya II                                       |
|        | Udaya III                                                       | -         | -    | 964    | 972  | Sub-rei de Sena III (un gran amic del rei)              |
|        | Sena IV                                                         | -         | -    | 972    | 975  | Fill de Kassapa V, sub-rei de Udaya III                 |
|        | Mahinda IV                                                      | -         | -    | 975    | 991  | Germà de Sena IV, nebot de Udaya III, sub-rei de Sena   |
|        | Sena V                                                          | -         | -    | 991    | 1001 | Fill de Mahinda IV                                      |
|        | Mahinda V (Va fugir i va governar a Ruhuna)(Deportat vers 1017) | -         | 1029 | 1001   | 1017 | Germà petit de Sena V                                   |

## Cola ocupa Anuradhapura (1017–1070)

### Dinastia Cola (1017–1070)
| Retrat | Nom               | Naixement | Mort | Rei de | Fins | Relació amb el(s) predecessor(s)                                                   |
| ------ | ----------------- | --------- | ---- | ------ | ---- | ---------------------------------------------------------------------------------- |
|        | Rajendra Cola I   | -         | 1044 | 1017   | 1044 | Fill de Raja Raja Cola, va convertir la zona ocupada en província de l'Imperi Cola |
|        | Rajadhiraja Cola  | -         | 1054 | 1018   | 1054 | Fill de Rajendra                                                                   |
|        | Rajendra Cola II  | -         | 1063 | 1051   | 1063 | Fill de Rajendra                                                                   |
|        | Virarajendra Cola | -         | 1070 | 1063   | 1070 | Fill de Rajendra                                                                   |
|        | Athirajendra Cola | -         | 1070 | 1067   | 1070 | Fill de Virarajendra Cola                                                          |

## Regne de Polonnaruwa (1056–1236)

### Casa de Vijayabahu (1056–1187)
| Retrat | Nom                                          | Naixement | Mort | Rei de                         | Fins | Relació amb el(s) predecessor(s)                       |
| ------ | -------------------------------------------- | --------- | ---- | ------------------------------ | ---- | ------------------------------------------------------ |
|        | Vijayabahu I (abans Kirti II, cap de Ruhunu) | -         | -    | 1070 (a Ruhunu vers 1064-1070) | 1111 | Membre de la família reial Sinhala                     |
|        | Jaya Bahu I (Polonnaruwa i Ruhuna)           | -         | -    | 1110                           | 1111 | Germà de Vijayabahu I, Primer ministre de Vijayabahu I |
|        | Vikramabahu I                                | -         | 1132 | 1111                           | 1132 | Fill de Vijayabahu I                                   |
|        | Gajabahu II                                  | -         | -    | 1131                           | 1153 | Fill de Vikramabahu I                                  |
|        | Parakramabahu I el Gran                      | 1123      | 1186 | 1153                           | 1186 | Net de Vijayabahu I                                    |
|        | Vijayabahu II                                | -         | -    | 1186                           | 1187 | Nebot de Parakramabahu I.                              |
|        | Mahinda VI                                   | -         | -    | 1187                           | 1187 | Un Kalinga                                             |

### Casa de Kalinga (1187–1197)
| Retrat | Nom            | Naixement   | Mort | Rei de | Fins | Relació amb el(s) predecessor(s)   |
| ------ | -------------- | ----------- | ---- | ------ | ---- | ---------------------------------- |
|        | Nissanka Malla | 1157 o 1158 | 1196 | 1187   | 1196 | Gendre o nebot de Parakrama Bahu I |
|        | Vira Bahu I    | -           | -    | 1196   | 1196 | Fill de Nissanka Malla             |
|        | Vikramabahu II | -           | -    | 1196   | 1196 | Germà petit de Nissanka Malla      |
|        | Codaganga      | -           | -    | 1196   | 1197 | Nebot de Nissanka Malla            |

### Casa de Vijayabahu, restaurada (1197–1200)
| Retrat | Nom            | Naixement | Mort | Rei de | Fins | Relació amb el(s) predecessor(s) |
| ------ | -------------- | --------- | ---- | ------ | ---- | -------------------------------- |
|        | Reina Lilavati | -         | -    | 1197   | 1200 | Vídua de Parakramabahu I         |

### Casa de Kalinga, restaurada (1200–1209)
| Retrat | Nom               | Naixement | Mort | Rei de | Fins | Relació amb el(s) predecessor(s)                       |
| ------ | ----------------- | --------- | ---- | ------ | ---- | ------------------------------------------------------ |
|        | Sahassa Malla     | -         | -    | 1200   | 1202 | Germà petit de Nissanka Malla                          |
|        | Reina Kalyanavati | -         | -    | 1202   | 1208 | Reina de Nissanka Malla                                |
|        | Dharmasoka        | -         | -    | 1208   | 1209 | Va deposar Kalyanavati i fou instal·lat per Ayasmantha |
|        | Anikanga          | -         | -    | 1209   | 1209 | Pare de Dharmasoka                                     |

### Casa de Vijayabahu, restaurada (1209–1210)
| Retrat | Nom                       | Naixement | Mort | Rei de | Fins | Relació amb el(s) predecessor(s) |
| ------ | ------------------------- | --------- | ---- | ------ | ---- | -------------------------------- |
|        | Lilavati (1a Restauració) | -         | -    | 1209   | 1210 | Vídua de Parakramabahu I         |

### Lokissara (1210–1211)
| Retrat | Nom       | Naixement | Mort | Rei de | Fins | Relació amb el(s) predecessor(s) |
| ------ | --------- | --------- | ---- | ------ | ---- | -------------------------------- |
|        | Lokissara | -         | -    | 1210   | 1211 | Dirigent d'un exèrcit Tamil.     |

### Casa de Vijayabahu, restaurada (1211–1212)
| Retrat | Nom                       | Naixement | Mort | Rei de | Fins | Relació amb el(s) predecessor(s) |
| ------ | ------------------------- | --------- | ---- | ------ | ---- | -------------------------------- |
|        | Lilavati (2a Restauració) | -         | -    | 1211   | 1212 | Vídua de Parakramabahu I         |

### Dinastia Pandya (1212–1215)
| Retrat | Nom              | Naixement | Mort | Rei de | Fins | Relació amb el(s) predecessor(s) |
| ------ | ---------------- | --------- | ---- | ------ | ---- | -------------------------------- |
|        | Parakrama Pandya | -         | -    | 1212   | 1215 | Rei Pandya                       |

### Casa de Kalinga (Índia) (1215–1236)
Després que Kalinga Magha va envair l'illa va intentar governar l'illa sencera, el Regne de Polonnaruwa va ser assolat. Això va causar una migració massiva singalesa cap al sud i l'oest de l'illa. Incapaç de capturar l'illa sencera Kalinga Magha va establir el regne de Jaffna del que esdevingué el seu primer monarca. El regne de Jaffna estava situat al nord de l'illa mentre el Regne de Dambadeniya va ser establert per Vijayabahu III en la resta de l'illa al voltant del 1220.
| Retrat | Nom           | Naixement | Mort | Rei de | Fins | Relació amb el(s) predecessor(s) |
| ------ | ------------- | --------- | ---- | ------ | ---- | -------------------------------- |
|        | Kalinga Magha | -         | -    | 1215   | 1236 | Un príncep de Kalinga            |

## Regne de Dambadeniya (1220–1345)

### Casa de Siri Sanga Bo (1220–1345)
| Retrat | Nom                                | Naixement | Mort         | Rei de       | Fins         | Relació amb el(s) predecessor(s)                    |
| ------ | ---------------------------------- | --------- | ------------ | ------------ | ------------ | --------------------------------------------------- |
|        | Vijayabahu III                     | -         | -            | 1220         | 1224         | Un Príncep patriòtic de Sinhala de sang Reial       |
|        | Parakramabahu II                   | -         | -            | 1224         | 1269         | Fill gran de Vijaya Bahu III                        |
|        | Vijayabahu IV                      | -         | Octubre 1270 | 1267/8       | Octubre 1270 | *Fill gran de Panditha Parakrama Bahu II            |
|        | Mitta                              | -         |              | Octubre 1270 | 1270         | General de Vijayabahu IV                            |
|        | Bhuvaneka Bahu I (de Yapahuwa)     | -         | -            | 1271         | 1283         | Germà de Vijaya Bahu IV                             |
|        | Parakramabahu III (de Polonnaruwa) | -         | -            | 1283         | 1310         | Nebot de Buvaneka Bahu I, dill de Vijaya Bahu IV    |
|        | Bhuvaneka Bahu II (de Kurunagala)  | -         | -            | 1310         | 1325/6       | Fill de Buvaneka Bahu I, cosí de Parakrama Bahu III |
|        | Parakramabahu IV (de Kurunagala)   | -         | -            | 1325/6       | ?            | Fill de Buvaneka Bahu II                            |
|        | Bhuvaneka Bahu III (de Kurunagala) | -         | -            | ?            | ?            | Conegut com Vanni Buvaneka Bahu                     |
|        | Vijayabahu V (de Kurunagala)       | -         | -            | ?            | 1344/5       | Segon fill de Chandra Banu de Jaffnapatnam          |

## Regne de Gampola (1345–1412)

### Casa de Siri Sanga Bo (1345–1412)
| Retrat | Nom                             | Naixement | Mort | Rei de | Fins   | Relació amb el(s) predecessor(s)                                 |
| ------ | ------------------------------- | --------- | ---- | ------ | ------ | ---------------------------------------------------------------- |
|        | Bhuvaneka Bahu IV               | -         | -    | 1344/5 | 1353/4 | Fill de Vijaya Bahu V                                            |
|        | Parakramabahu V (de Dedigama)   | 1311      | -    | 1344/5 | 1359   | Fill de Vijaya Bahu V, germà de Buvaneka Bahu IV                 |
|        | Vikramabahu III                 | -         | -    | 1357   | 1374   | Fill de Buvaneka Bahu IV                                         |
|        | Bhuvaneka Bahu V                | -         | -    | 1372/3 | 1391/2 | Fill de Nissanka Alakeswara per la germana de Vikrama Bahu III   |
|        | Vira Bahu II                    | -         | -    | 1391/2 | 1397   | Cunyat de Buvaneka Bahu V                                        |
|        | Un fill de Vira Bahu II         | -         | -    | 1397   | 1397   | Fill de Vira Bahu II                                             |
|        | Un altre fill de Vira Bahu II   | -         | -    | 1397   | 1397   | Fill de Vira Bahu II                                             |
|        | Vijayabahu VI (Vira Alakesvara) | -         | -    | 1397   | 1409   |                                                                  |
|        | Parakrama Bahu Epa              | -         | -    | 1409   | 1412   | Net de Senalankahikara Senevirat, ministre de Bhuvanaikabahu IV. |

## Regne de Kotte (1412–1597)

### Casa de Siri Sanga Bo (1412–1597)
| Retrat | Nom                                      | Naixement | Mort               | Rei de    | Fins               | Relació amb el(s) predecessor(s)                                                                                 |
| ------ | ---------------------------------------- | --------- | ------------------ | --------- | ------------------ | --- |
|        | Parakramabahu VI                         | -         | -                  | 1412      | 1467               | Fill de Vijaya Bahu VI i la seva reina Sunetra Devi, o tercer fill de Chandra Banu de Yapa Patuna (Jaffnapatnam) |
|        | Jaya Bahu II (Vira Parakrama Bahu)       | -         | -                  | 1467      | 1472               | Fill de Ulakudaya Devi, filla natural de Parakramabahu II                                                        |
|        | Bhuvaneka Bahu VI (àlies Sapumal Kumara) | -         | -                  | 1472      | 1480               | Fill (adoptiu) de Parakramabahu VI                                                                               |
|        | Parakramabahu VII                        | -         | -                  | 1480      | 1484               | Fill (adoptiu) de Bhuvaneka Bahu VI                                                                              |
|        | Parakramabahu VIII                       | -         | -                  | 1484      | 1491/1513          | Ambulagala Kumara, Fill (adoptiu) de Parakramabahu VI                                                            |
|        | Dharma Parakramabahu IX (de Kelaniya)    | -         | -                  | 1484/1491 | 1509/1513          | Fill de Vira Parakrama Bahu VIII                                                                                 |
|        | Vijayabahu VII                           | -         | 1521               | 1509/1513 | 1521               | Germà de Dharma Parakrama Bahu IX, Rajah de Menik Kadavara                                                       |
|        | Bhuvaneka Bahu VII                       | -         | 1551               | 1521      | 1551               | Fill gran de Vijaya Bahu                                                                                         |
|        | Dharmapala (àlies Dom Joaõ Dharmapala)   | -         | 27 de maig de 1597 | 1551      | 27 de maig de 1597 | Net i hereu de Bhuvanekabãhu VII                                                                                 |

## Regne de Sitawaka (1521–1593)

### Casa de Siri Sanga Bo (1521–1593)
| Retrat | Nom                               | Naixement | Mort | Rei de | Fins | Relació amb el(s) predecessor(s)                                 |
| ------ | --------------------------------- | --------- | ---- | ------ | ---- | ---------------------------------------------------------------- |
|        | Mayadunne                         | 1501      | 1581 | 1521   | 1581 | Germà de Bhuvaneka Bahu VII, fill de Vijaya Bahu VII             |
|        | Raja Sinha I (àlies Tikiri Banda) | 1544      | 1593 | 1581   | 1593 | Fill de Mayadunne                                                |
|        | Raja Surya                        |           |      | 1593   | 1593 | nét de Raja Sinha I                                              |
|        | Nikapitiya Bandara                |           |      | 1593   | 1594 | Fill de Raja Surya. Regencia de Jayawira Bandara                 |
|        | Jayawira Bandara (el Perumal)     |           |      | 1594   | 1594 | Antic regent de Nikapitiya. Reconegut pels portuguesos com a rei |

## Regne de Kandy o Uda Rata (1473–1815)

### Casa de Dinajara (1473–1739)
| Retrat | Nom                                                            | Naixement | Mort              | Reis de           | King Fins que          | Relació amb el(s) predecessor(s)                                             |
| ------ | -------------------------------------------------------------- | --------- | ----------------- | ----------------- | ---------------------- | ---------------------------------------------------------------------------- |
|        | Vikramabahu                                                    |           |                   | 1473              | 1511                   | Primer rei                                                                   |
|        | Jaya Vira (Jayawira Astana)                                    |           |                   | 1511              | 1551                   | Fil de Wikramabahu                                                           |
|        | Karaliyadda (Karalliyadde Bandara)                             |           |                   | 1551              | 1581                   | Fill de Jaya Vira                                                            |
|        | Wirasundara Mudiyanse                                          |           |                   | 1581              | 1588                   | virrei de Raja Sinha I                                                       |
|        | Raja Sinha I                                                   |           |                   | 1581              | 1593                   | Rei de Sitawaka                                                              |
|        | Vimaladharmasuriya I (àlies Don João da Àustria)               | -         | 1604              | 1590/1593         | 1594                   | Fill de Vijayasundara Bandara. Pretendent (1590-1593) proclamat després rei  |
|        | Dona Catherina                                                 |           |                   | 1581              | 1581                   | Pretendenta amb suport portuguès, proclamada breument per forces portugueses |
|        | Vimaladharmasuriya I (àlies Don João da Àustria)               | -         | 1604              | 1594              | 1604                   | Fill de Vijayasundara Bandara. Restaurat després de derrotar els portuguesos |
|        | Astana Bandara                                                 | -         |                   | 1604              | 1609                   | Fill de Vimaladharmasuriya I. Regència del seu cosí Senarat o Senarath       |
|        | Senarat (Senarath)                                             | -         | 1635              | 1609              | 1635                   | Cosí de Vimaladharmasuriya I, abans regent                                   |
|        | Raja Sinha II                                                  | 1608      | 6 desembre 1687   | 1635              | 25 de novembre de 1687 | Fill de Senarat i Dona Catherina                                             |
|        | Vimaladharmasurya II                                           | -         | 4 de juny de 1707 | 1687              | 4 de juny de 1707      | Fill de Rajasingha II                                                        |
|        | Vira Narendra Sinha (àlies Sri Vira Parakrama Narendra Singha) | 1690      | 13 maig 1739      | 4 de juny de 1707 | 13 maig 1739           | Fill de Vimala Dharma Suriya II                                              |

### Casa de Nayaks de Kandy o Nayakar (1739–1815)
| Nom                                                                                            | Retrat | Naixement                                                             | Matrimonis                                          | Mort                                              | Parentiu                       |
| ---------------------------------------------------------------------------------------------- | ------ | --------------------------------------------------------------------- | --------------------------------------------------- | ------------------------------------------------- | ------------------------------ |
| Sri Vijaya Rajasinha 13 de maig de 1739 – 11 d'agost de 1747                                   |        | ? Madura dinastia de Nayaks de Madurai, fill de Pitti Nayakkar        | 1 esposa de Madurai                                 | 11 d'agost de 1747 Kandy                          | Cunyat de Vira Narendra Sinha  |
| Kirti Sri Rajasinha 11 d'agost de 1747 – 2 de gener de 1782                                    |        | 1734 Madurai dinastia de Nayaks de Madurai fill de Narenappa Nayakkar | 6 esposes de Madurai, Yakada Doli 2 fills, 6 filles | 2 de gener de 1782 Kandy                          | Cunyat de Sri Vijaya Rajasinha |
| Sri Rajadhi Rajasinha 2 de gener de 1782 – 26 de juliol de 1798                                |        | ? Madurai fill de Narenappa Nayakkar                                  | Reina Upendramma                                    | 26 de juliol de 1798 Kandy                        | Germà de Kirti Sri Rajasinha   |
| Sri Vikrama Rajasinha (àlies Rajasinha IV; Kannasamy) 26 de juliol de 1798 – 5 de març de 1815 |        | 1780 Madurai fill de Sri Venkata Perumal i Subbamma Nayaka            | 4 cònjuges, 3 fills                                 | 30 de gener de 1832 Vellore Fort, Índia Britànica | Nebot de Sri Rajadhi Rajasinha |
| Muttusami 14 de febrer de 1803 – març de 1803                                                  |        |                                                                       |                                                     | A la riba de Mahaweli, març de 1803               | Cunyatde Sri Rajadhi Rajasinha |

## Final de la monarquia
El 1796 els britànics van desembarcar a l'illa i van aconseguir el control de les àrees costaneres holandeses. Després de les guerres de Kandy es va signar la convenció de Kandy el 1815 per la qual l'illa va reconèixer al monarca britànic com sobirà, acabant amb més de 2000 anys de monarquia indígena a l'illa.